# Liste der Stolpersteine in Iserlohn
Die Liste der Stolpersteine in Iserlohn enthält alle Stolpersteine, die im Rahmen des gleichnamigen Projekts von Gunter Demnig in Iserlohn verlegt wurden. Mit ihnen soll an Opfer des Nationalsozialismus erinnert werden, die in Iserlohn lebten und wirkten.

## Verlegte Stolpersteine
| Adresse | Stadtteil | Verlege- datum | Person, Inschrift | Bild | Anmerkung |
| --- | --- | -------------- | --- | --- | --- |
| Alter Rathausplatz 14 · | | 19. Jan. 2006  | Hier wohnte Gretel Mosbach Jg. 1926 deportiert 1942 Polen – Lublin für tot erklärt                                                             | | Gretel Mosbach wurde am 26. Oktober 1926 in Geldern geboren. Sie wurde am 28. April 1942 nach Polen deportiert. Ihre Spur geht in Zamość verloren. |
| Alter Rathausplatz 14 · | Hier wohnte Helene Mosbach geb. Heymann Jg. 1890 deportiert 1942 Polen – Lublin für tot erklärt                                                  | 19. Jan. 2006  | | Helene Heymann wurde am 9. November 1890 in Geldern geboren. Sie wurde am 28. April 1942 nach Polen deportiert. Ihre Spur geht in Zamość verloren. | |
| Alter Rathausplatz 14 · | Hier wohnte Julius Mosbach Jg. 1881 tot 14.1.1941 Heilanstalt Suttrop II Opfer des Pogrom                                                        | 19. Jan. 2006  | | Julius Mosbach wurde am 14. November 1881 in Hohenlimburg geboren. Gestorben ist er am 14. November 1941 in Suttrop an den Folgen der Reichspogromnacht. | |
| Alter Rathausplatz 14 · | Hier wohnte Liesel Lion geb. Mosbach Jg. 1921 deportiert 1943 ermordet in Auschwitz                                                              | 19. Jan. 2006  | | Liesel Mosbach wurde am 3. August 1921 in Geldern geboren und vermutlich in Auschwitz ermordet. | |
| Bahnhofstraße 2 · | Letmathe | 29. Okt. 2009  | Hier wohnte und arbeitete Cäcilia Meyberg geb. Stern Jahrgang 1875 deportiert 1942 Theresienstadt ermordet in Treblinka                        | | Cäcilia Meyberg, geborene Stein und ihr Mann Julius waren Besitzer eines Textilgeschäftes, zuletzt im Erdgeschoss des Hauses Bahnhofstraße 2. Am 30. Juli 1942 wurden Cäcilia Meyberg und ihr Mann in das Konzentrationslager Theresienstadt deportiert. Von dort aus wurden sie am 23. September 1942 in das Vernichtungslager Treblinka verbracht und dort im gleichen Monat ermordet.                                                       |
| Bahnhofstraße 2 · | Letmathe | 29. Okt. 2009  | Hier wohnte und arbeitete Julius Meyberg Jg. 1875 deportiert 1942 Theresienstadt ermordet in Treblinka                                         | | Julius Meyberg (* 25. Januar 1875) und seine Frau Cäcilia (* 16. November 1875) waren zuletzt Besitzer eines Textilgeschäftes, zuletzt im Erdgeschoss des Hauses Bahnhofstraße 2. Am 30. Juli 1942 wurden Julius Meyberg und seine Frau am 28. Juli 1942 in das Konzentrationslager Theresienstadt deportiert. Von dort aus wurden sie am 23. September 1942 in das Vernichtungslager Treblinka verbracht und dort im gleichen Monat ermordet. |
| Hagener Straße 58 (ehemals Adolf-Hitler-Straße 58) · | Letmathe | 29. Okt. 2009  | Hier wohnte und arbeitete Julius Koppel Jg. 1878 gedemütigt/entrechtet Heimatort 1939 verlassen tot 1942                                       | | Julius Koppel war Kaufmann und verließ seine Heimatstadt Letmathe 1939. Er zog nach Köln und verstarb dort einige Zeit später. |
| Wermingser Straße 2 · | | 19. Jan. 2006  | Hier wohnte Alice Gompertz geb. Wertheim Jg. 1899 deportiert 1942 Theresienstadt ermordet in Auschwitz                                         | | Alice Gompertz geborene Wertheim, geboren am 5. Dezember 1899, wurde am 28. Juli 1942 nach Theresienstadt deportiert und in Auschwitz ermordet. |
| Wermingser Straße 2 · | Hier wohnte Ernst Gompertz Jg. 1886 deportiert 1942 Theresienstadt ermordet in Auschwitz                                                         | 19. Jan. 2006  | | Ernst Gompertz, geboren am 7. September 1886, in Auschwitz ermordet im Februar 1943 | |
| Wermingser Straße 2 · | Hier wohnte Julie Wertheim geb. Jungbluth Jg. 1880 deportiert 1942 Theresienstadt ermordet in Auschwitz                                          | 19. Jan. 2006  | | Julie Wertheim geb. Jungbluth, geboren am 5. März 1880, in Auschwitz ermordet im Oktober 1944 | |
| Wermingser Straße 2 · | Hier wohnte Lotte ‚Emma‘ Gompertz Jg. 1929 deportiert 1942 Theresienstadt ermordet in Auschwitz                                                  | 19. Jan. 2006  | | Lotte Gompertz wurde am 23. August 1929 in Iserlohn geboren und im Februar 1943 in Auschwitz ermordet. | |
| Wermingser Straße 15 · | | 19. Jan. 2006  | Hier wohnte Bertha Becker geb. Meyer Jg. 1882 deportiert 1942 ermordet im besetzten Polen                                                      | | Bertha Becker geborene Meyer, geboren am 28. Juni 1882, wurde am 28. April 1942 deportiert und im besetzten Polen ermordet. |
| Wermingser Straße 15 · | Hier wohnte Sally Becker Jg. 1876 deportiert 1942 ermordet in Auschwitz                                                                          | 19. Jan. 2006  | | Sally Becker, geboren am 17. Juni 1875, wurde am 28. April 1942 deportiert und in Auschwitz ermordet. | |
| Wermingser Straße 27 · | | 19. Jan. 2006  | Hier wohnte Irma Waldbaum geb. Gollowitsch deportiert 1942 besetztes Polen für tot erklärt                                                     | | Irma Waldbaum geborene Gollowitsch, geboren am 24. Februar 1914, wurde am 28. April 1942 in das besetzte Polen deportiert und später für tot erklärt. |
| Wermingser Straße 27 · | Hier wohnte Erich Waldbaum Jg. 1898 deportiert 1942 besetztes Polen für tot erklärt                                                              | 19. Jan. 2006  | | Erich Waldbaum, geboren am 1. März 1898, wurde am 28. April 1942 in das besetzte Polen deportiert und später für tot erklärt. | |
| Wermingser Straße 27 · | Hier wohnte Gerda Waldbaum Jg. 1935 deportiert 1942 besetztes Polen für tot erklärt                                                              | 19. Jan. 2006  | | Gerda Waldbaum, geboren am 15. Dezember 1935, wurde am 28. April 1942 in das besetzte Polen deportiert und später für tot erklärt. | |
| Trift 1 · | | 4. Juni 2016   | Hier wohnte Ignatz Braw Jg. 1900 abgeschoben 1938 Polen deportiert Lwow ermordet                                                               | | Ignatz Braw, geboren am 2. August 1900, abgeschoben 1938 Polen, deportiert Lwow, ermordet. |
| Trift 1 · | Hier wohnte Edith Braw geb. Intrator Jg. 1913 abgeschoben 1938 Polen Ghetto Tarnow ermordet                                                      | 4. Juni 2016   | | Edit Braw geb. Intrator, Jg. 1913, abgeschoben 1938 Polen, Ghetto Tarnow, ermordet | |
| Trift 1 · | Hier wohnte Lothar Braw Jg. 1936 abgeschoben 1938 Polen Ghetto Tarnow ermordet                                                                   | 4. Juni 2016   | | Lothar Braw, geboren am 18. Oktober 1936, abgeschoben 1938 Polen, Ghetto Tarnow, ermordet | |
| Trift 1 · | Hier wohnte Max Braw Jg. 1936 abgeschoben 1938 Polen Ghetto Tarnow ermordet                                                                      | 4. Juni 2016   | | Max Braw, geboren am 18. Oktober 1936, abgeschoben 1938 Polen, Ghetto Tarnow, ermordet | |
| Gartenstraße 42 · | | 26. Okt. 2023  | Hier wohnte Salomon Ehrlich Jg. 1860 gedemütigt/entrechtet tot 27. April 1939                                                                  | | Salomon Ehrlich, Jg. 1860, gedemütigt/entrechtet, tot 27. April 1939 |
| Gartenstraße 42 · | Hier wohnte Regina Ehrlich geb. Schwarz Jg. 1861 deportiert 1942 Richtung Osten ermordet                                                         | 26. Okt. 2023  | | Regina Ehrlich geb. Schwarz, Jg. 1861, deportiert 1942 Richtung Osten, ermordet | |
| Gartenstraße 42 · | Hier wohnte Siegfried Ehrlich Jg. 1888 'Schutzhaft' 1938 KZ Sachsenhausen Zwangsarbeit eingewiesen jüdisches Krankenhaus Berlin tot 5. März 1945 | 26. Okt. 2023  | | Siegfried Ehrlich, Jg. 1888, 'Schutzhaft' 1938, KZ Sachsenhausen, Zwangsarbeit, eingewiesen Jüdisches Krankenhaus Berlin, tot 6. März 1945. Siegfried Ehrlich (* 2. Juli 1888) war der letzte Inhaber des Haushaltswarengeschäftes Ehrlich & Co in Iserlohn, Alter Rathausplatz 10. Am 6. März 1945 wurde er nach Berlin deportiert, wo er noch im März verstarb. Er gehörte zu den letzten aus Iserlohn deportierten Juden. | |
| Gartenstraße 42 · | Hier wohnte Helene Ehrlich geb. Boog Jg. 1898 Mischehe ausgegrenzt/drangsaliert überlebt                                                         | 26. Okt. 2023  | | Helene Ehrlich geb. Boog, Jg. 1898, Mischehe, ausgegrenzt/drangsaliert, überlebt | |
| Hans-Böckler-Straße 18 · Die Villa Giebe an der Hans-Böckler-Straße 18 wurde im September 2011 abgerissen, nachdem das Landesdenkmalamt keine Schutzwürdigkeit feststellen konnte. · | | 26. Okt. 2023  | Hier wohnte Martha Giebe geb. Anspacher Jg. 1883 deportiert 1943 Auschwitz ermordet 6.12.1943                                                  | | Martha Giebe, geb. Anspacher (* 1883) war die älteste Tochter von Bernhard Anspacher und der Lehrerstochter Minna Heyersberg aus Delmenhorst. Sie hatte 6 Geschwister. Im Dezember 1943 wurde Martha Giebe verhaftet, nach Auschwitz deportiert und dort am 6. Dezember 1943 ermordet. |
| Hans-Böckler-Straße 18 · Die Villa Giebe an der Hans-Böckler-Straße 18 wurde im September 2011 abgerissen, nachdem das Landesdenkmalamt keine Schutzwürdigkeit feststellen konnte. · | Hier wohnte Willy Giebe Jg. 1881 'Mischehe' ausgegrenzt/drangsaliert überlebt                                                                    | 26. Okt. 2023  | | Willy Giebe besaß seit 1918 das Veranstaltungs- und Kinogebäude „Schauburg“ an der Hans-Böckler-Straße (damals Hagener Straße 20) und seit 1928 die 1938 in „Gloria-Theater“ umbenannten Reichshallen Lichtspiele auf der Wermingser Straße 36. Die Filmbranche nannte ihn damals den „Kino-König des Sauerlandes“. Da er mit einer Jüdin verheiratet war, wurde er 1937 gezwungen seine Häuser zu verkaufen. Zu Beginn der 50er Jahre erfolgte eine Rückübertragung auf ihn. Willy Giebe führte beide Veranstaltungshäuser bis 1961 fort und verstarb am 7. November 1961. Er wurde auf dem städtischen Friedhof Iserlohn beigesetzt. | |
| Wasserstraße 2 a · | | 26. Okt. 2023  | Hier wohnte Walter Ehrlich Jg. 1894 deportiert 1942 Richtung Osten ermordet                                                                    | | Walter Ehrlich wurde am 20. Mai 1894 in Iserlohn geboren. Sein zuletzt gewählter Wohnort war Köln. Von dort aus wurde er im Juli 1942 in das Vernichtungslager Trostenez bei Minsk deportiert. In Trostenez ist er am 24. Juli 1942 verstorben und anschließend für tot erklärt worden. |
| Wasserstraße 2 a · | Hier wohnte Hedwig Ehrlich geb. Fels Jg. 1897 deportiert 1942 Richtung Osten ermordet                                                            | 26. Okt. 2023  | | Hedwig Ehrlich geborene Fels, wurde 1897 geboren. 1942 wurde sie Richtung Osten deportiert und ermordet. | |
| Wasserstraße 2 a · | Hier wohnte Heinz Richard Ehrlich Jg. 1926 deportiert 1942 Richtung Osten ermordet                                                               | 26. Okt. 2023  | | Heinz Richard Ehrlich wurde am 19. Juli 1926 in Iserlohn geboren. Sein letzter Wohnort mit seinem Vater Walter Ehrlich war Köln. Von dort aus wurde er im Juli 1942 in das Vernichtungslager Trostenez bei Minsk deportiert. Am 24. Juli 1942 verstarb Heinz Richard Ehrlich in Trostenez. | |
| Wasserstraße 2 a · | Hier wohnte Kurt Günter Ehrlich Jg. 1930 deportiert 1942 Richtung Osten ermordet                                                                 | 26. Okt. 2023  | | Kurt Günter Ehrlich wurde am 23. Januar 1930 in Iserlohn geboren. Sein letzter Wohnort mit seinem Vater Walter Ehrlich war Köln. Von dort aus wurde er im Juli 1942 in das Vernichtungslager Trostenez bei Minsk deportiert. Am 24. Juli 1942 verstarb Kurt Günter Ehrlich in Trostenez und wurde anschließend für tot erklärt | |
| Wermingser Straße 5 · | | 21. März 2025  | Hier wohnte Amalie Cohen Jg. 1874 deportiert 1942 Theresienstadt 1942 Treblinka ermordet                                                       | | |
| Wermingser Straße 5 · | Hier wohnte Hermann Cohen Jg. 1876 deportiert 1942 Theresienstadt ermordet 17.2.1943                                                             | 21. März 2025  | | | |
| Wermingser Straße 5 · | Hier wohnte Ilse Cohen Jg. 1921 Kindertransport 1939 England                                                                                     | 21. März 2025  | | | |
| Wermingser Straße 5 · | Hier wohnte Johanna Cohen Jg. 1875 deportiert 1942 Theresienstadt 1942 Treblinka ermordet                                                        | 21. März 2025  | | | |
| Wermingser Straße 5 · | Hier wohnte Franziska Cohen geb. Heynemann Jg. 1895 deportiert 1942 Theresienstadt 1944 Auschwitz ermordet                                       | 21. März 2025  | | | |
| Wermingser Straße 5 · | Hier wohnte Erich Cohen Jg. 1925 deportiert 1942 Theresienstadt 1944 Auschwitz KZ Leitmeritz ermordet 9.1.1945                                   | 21. März 2025  | | | |
| Bonstedtstraße 12 · | | 4. Apr. 2025   | Hier wohnte Erwin Schlünder Jg. 1921 im Widerstand – Albinea verhaftet 26.8.1944 'Kriegsverrat' hingerichtet 27.8.1944 Ehrenbürger von Albinea | | |